# Sportpark Eschen-Mauren
Lo Sportpark Eschen-Mauren è uno stadio situato a Eschen, comune del principato del Liechtenstein. Ospita le partite casalinghe dell'USV Eschen/Mauren
È stato lo stadio ufficiale della Nazionale di calcio del Liechtenstein fino al 1998, anno in cui fu aperto il Rheinpark Stadion. Lo Sportpark Eschen-Mauren ospita ancora partite della Nazionale Under-21 e delle altre giovanili liechtensteinesi.
Lo stadio più contenere 2000 spettatori. 500 posti sono al coperto.
Vi sono state ospitate tre partite della fase a gironi del Campionato europeo di calcio Under-19 del 2003, e sei partite della fase a gironi del Campionato europeo di calcio Under-17 2010.
Lo stadio si trova all'interno di un Impianto sportivo polivalente che può essere frequentato anche per praticare il tennis, l'atletica e l'hockey in-line.